# 세네카어

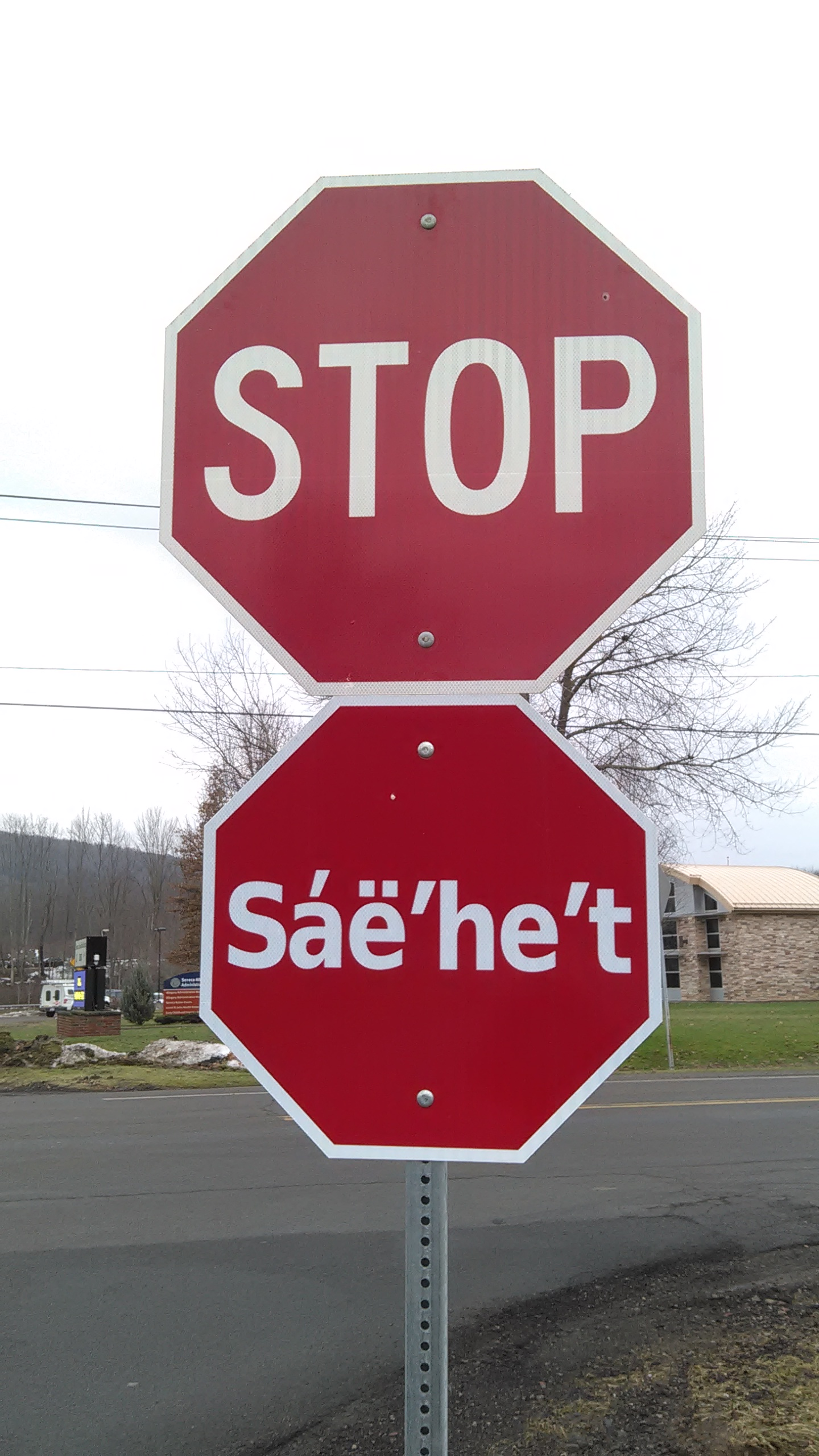

세네카어는 이로쿼이 연맹에 속한 세네카족이 사용한 언어이며 뉴욕서부, 캐나다의 온타리오에 있는 그랜드강의 여섯부족 지역에서 사용하는 언어이며 오클라호마에 거주하는 세네카족도 사용한다.

## 발음
- 모음

A a - 우리말의 '아'로 발음한다.
A: a: - '아' 발음을 좀 더 길게 끌어준다.
ä - 우리말의 '애'로 발음한다.(:가 붙어있으면 좀 더 끌어서 읽는다.)
E e - 우리말의 '에'로 발음하나 영어의 "Spanish"처럼 발음하며 영어의 "gate"의 "a"(-에이)처럼 발음한다.(:가 붙어있으면 좀 더 끌어서 읽는다.)
I i - 우리말의 '이'로 발음한다.(:가 붙으면 좀 더 끌어서 읽는다.)
O o - 우리말의 '오'로 발음하거나 '우'처럼 발음한다.(:가 붙으면 좀 더 끌어서 읽는다.)
- 비음 모음 - 비음 모음은 영어에 없다. 그러나 프랑스어와 유사하거나 영어로 말하는 사람이 프랑스 억양을 쓰는 것과 유사하다. 그들은 구두 모음과 같이 발음한다. 코와 입을 이용해 발음을 한다. 영어 사용자에게는 콧소리 모음이 글자의 끝에 'n(ㄴ)'과 약간 비슷하게 발음한다. 예를 들면 프랑스어의 'bon'과 'Jean'처럼 발음한다.

ë(ę, enh)
ë:(ë·, ę:, ęę, eenh)
ö(ų, onh) - õ ~ ũ(IPA 표기)
ö:(ö·, oonh) - õ: ~ ũ:(IPA 표기)
- 자음

d - 우리말의 "ㄷ"처럼 발음한다.
g - 우리말의 "ㄱ"처럼 발음한다.
h - 우리말의 "ㅎ"처럼 발음한다.
j - 우리말의 "ㅈ"처럼 발음하거나 "ㅊ"처럼 발음한다.
k - 우리말의 "ㅋ"처럼 발음한다.
n 우리말의 "ㄴ"처럼 발음한다.
s 우리말의 "ㅅ"처럼 발음한다.
s̈ - 영어의 "show"에서 'sh'처럼 발음한다.
t - 우리말의 "ㅌ"처럼 발음한다.
ts - 영어의 'Edsel'에서 'ds'처럼 발음하거나 'Patsy'의 'ts'처럼 발음한다.
w - 영어 'way'의 'w'처럼 발음한다.
y - 영어 'yes'의 'y'처럼 발음한다.
’- 끊어 줄때 내는소리(pause sound)이다. "uh-oh."의 가운데처럼 발음한다.

단, 'th'는 영어의 'think'처럼 발음하지 않고, t와 h 발음을 동시에 발음하며 'sh'도 영어의 'mishap'처럼 발음하도록 한다.

## 같이 보기
- 세네카족